# Route nationale 50 (Argentine)
Pour les articles homonymes, voir Route nationale 50.

La Ruta Nacional 50 est une route d'Argentine asphaltée, qui se trouve entièrement dans le département d'Orán, au nord de la province de Salta. Son parcours compte 71 kilomètres et se déroule depuis son embranchement sur la route nationale 34 à Pichanal, jusqu'au pont international sur le Río Bermejo, à la frontière bolivienne. Au nord de la rivière, la RN 50 se prolonge en tant que route 1 bolivienne.
La route nationale 50 passe par les localités suivantes (du sud au nord) : 
- Pichanal (km 0).
- Hipólito Yrigoyen (km 9).
- San Ramón de la Nueva Orán (km 21).
- Aguas Blancas (km 69).